# 亦庐
亦庐旧址，位于中国上海市闵行区江川路街道河东路1号龙音寺内北部，是闵行区公布的第二批22处文物保护点之一，由闵行区文化广播影视管理局于2017年5月15日公布。
亦庐建造于20世纪30年代，建造时为富家民居，是中西合璧式庭院住宅建筑。现用作龙音寺僧尼住处，不对外开放。